# Casa del Estado de Carolina del Sur
La Casa del Estado de Carolina del Sur (en inglés: South Carolina State House) es el edificio que alberga el gobierno del estado estadounidense de Carolina del Sur, que incluye la Asamblea General de Carolina del Sur y las oficinas del gobernador y del vicegobernador de Carolina del Sur. Situado en la capital Columbia, cerca de la esquina de las calles Gervais y Assembly, el edificio también albergó la Corte Suprema de Carolina del Sur hasta 1971.
La Casa del Estado es de estilo neoclásico; tiene aproximadamente 54,9 m de alto, 91,4 m de largo, 30,4 m de ancho, con una superficie de 12 140 m2 . Pesa más de 63 500 t.

## Antigua Casa del Estado de Carolina
La antigua Casa del Estado se construyó entre 1786 y 1790. James Hoban, un joven irlandés que emigró a Charleston poco después de la Revolución, fue el arquitecto. Por recomendación de Henry Laurens, el presidente Washington lo contrató para diseñar la mansión ejecutiva en Washington. Las fotos antiguas de los dos edificios muestran similitudes arquitectónicas.
La antigua Casa del Estado fue destruida durante el incendio de Columbia en 1865.

## Fotos históricas

Tres imágenes de la Casa del Estado actual
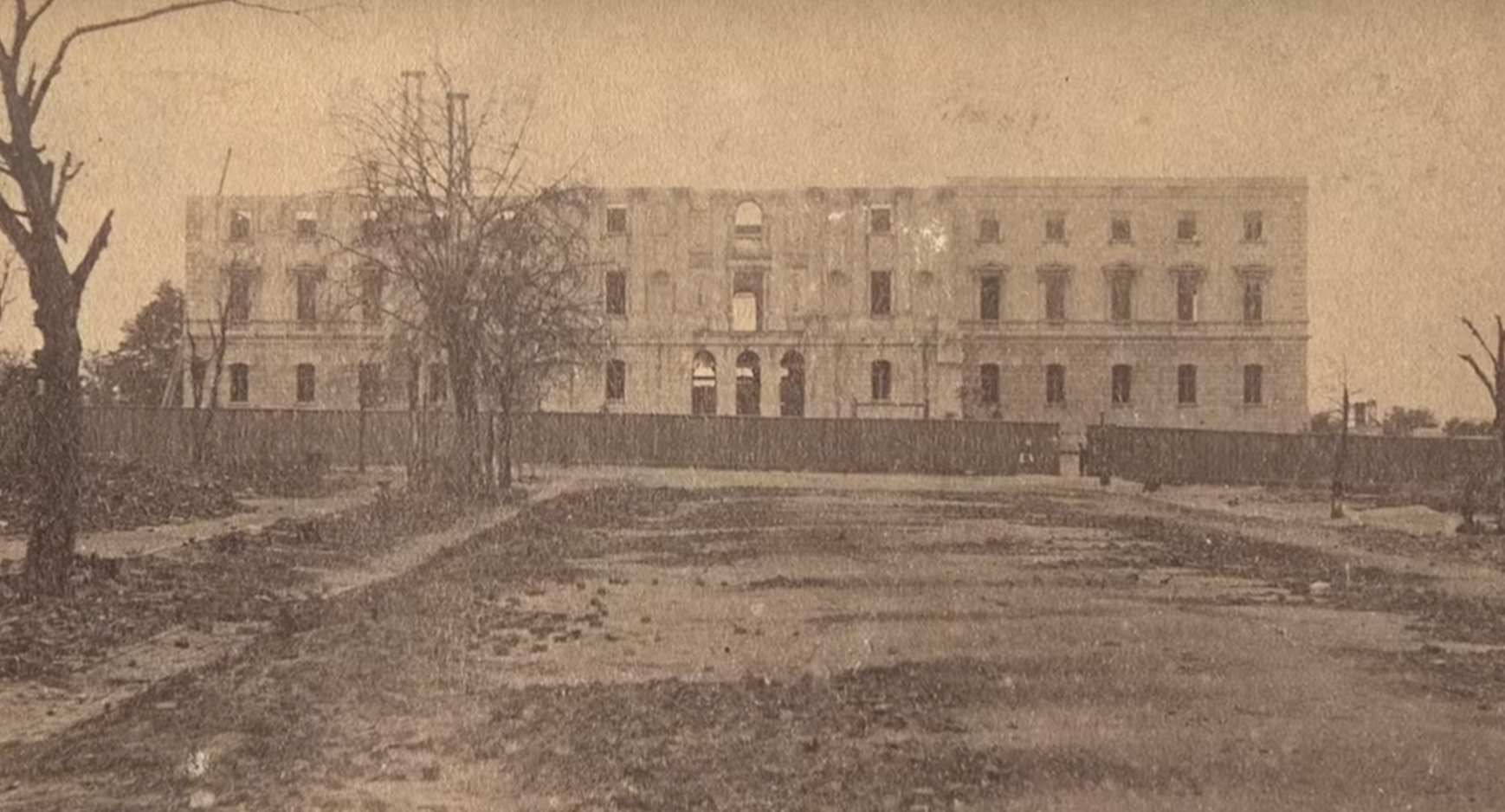
En 1865 tras el incendio de Columbia durante la Guerra de Secesión
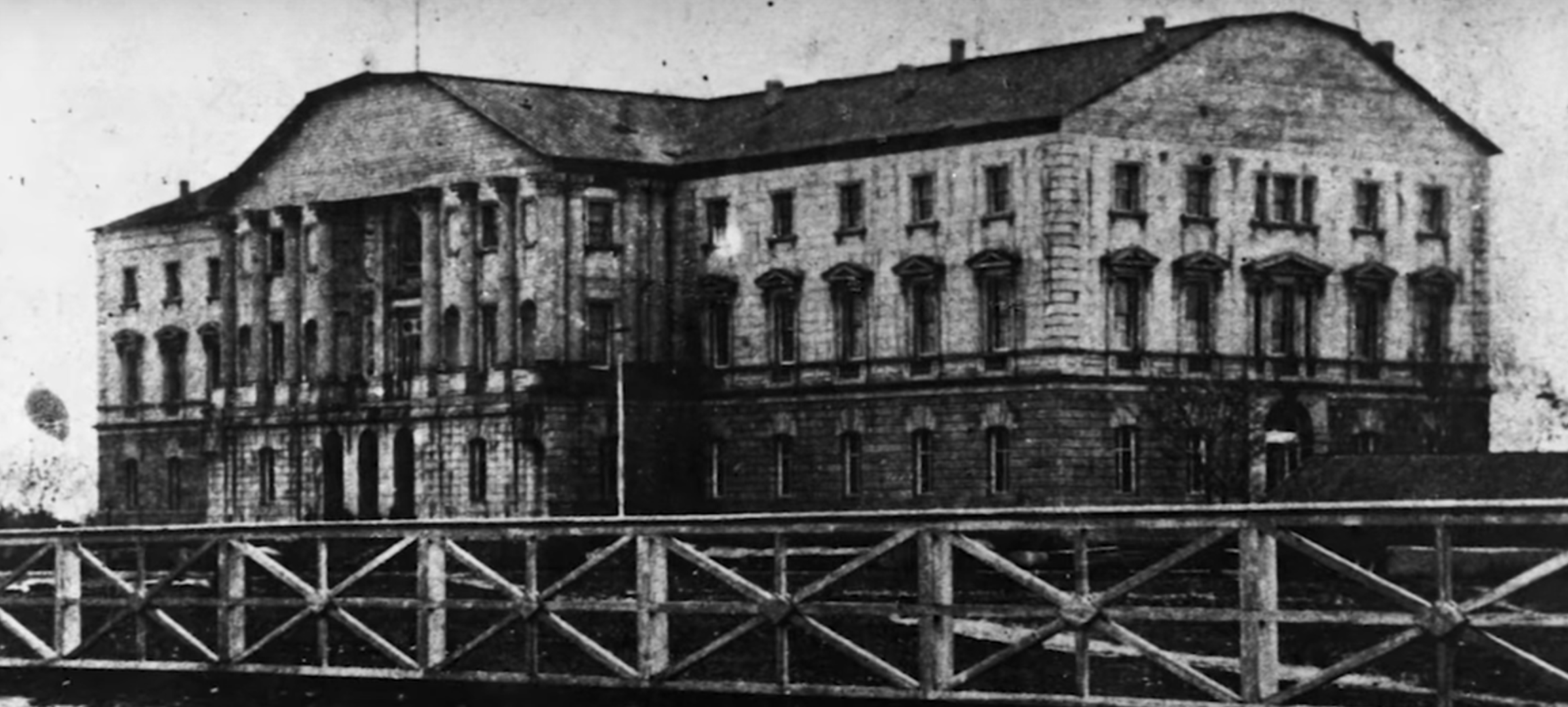
A finales del siglo XIX antes de que se construyera su cúpula.
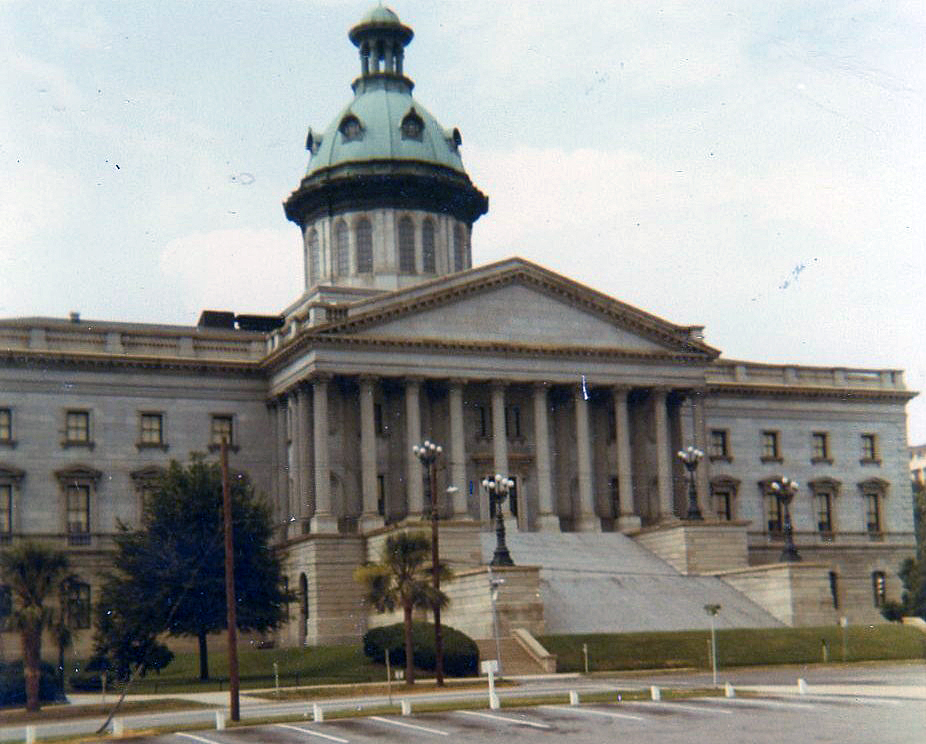
En 1969 antes de que se eliminara de su cúpula el óxido verde del cobre.

## Arquitectura

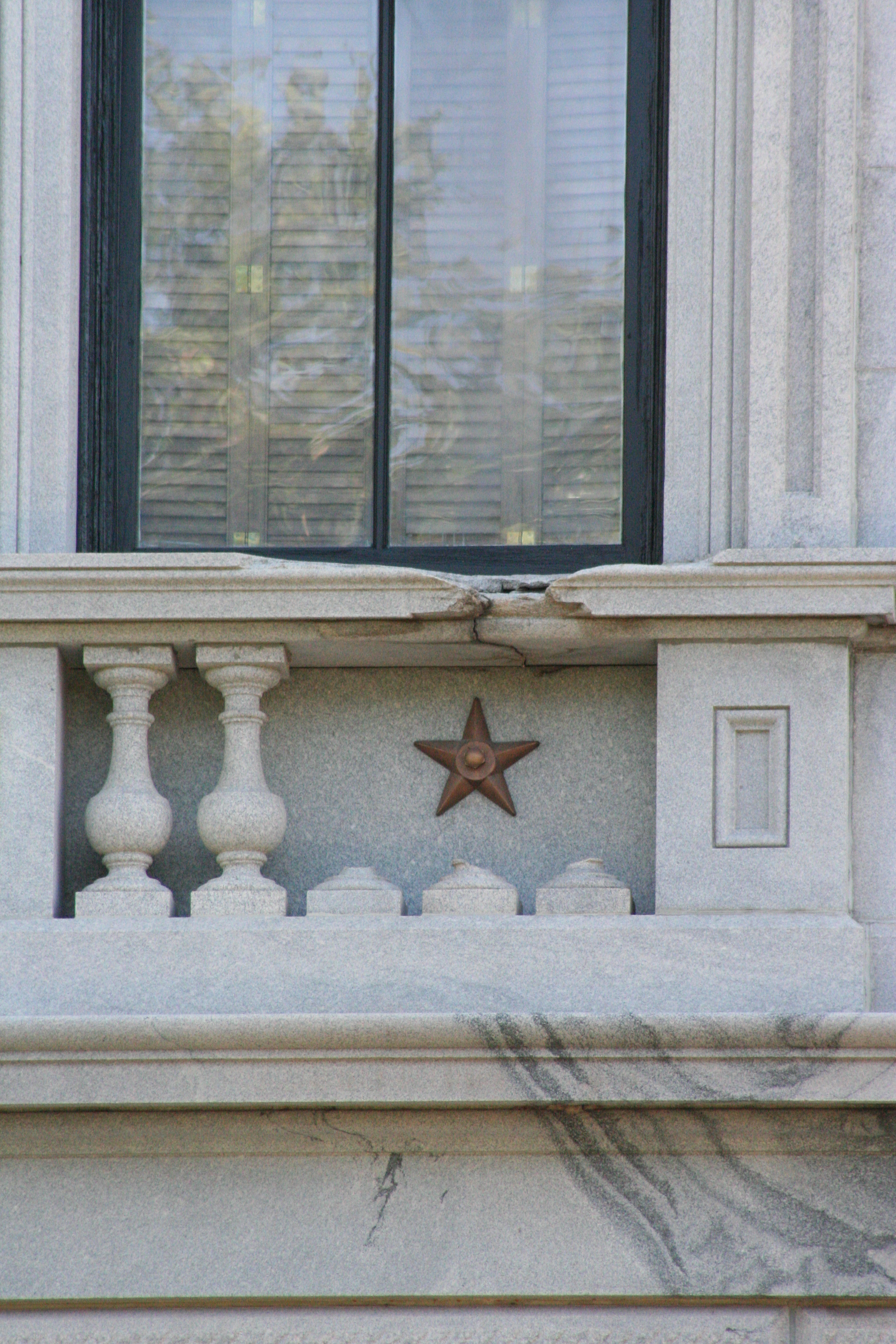
Ejemplo de una de las seis estrellas de bronce, marcando los puntos alcanzados por los cañones de Sherman

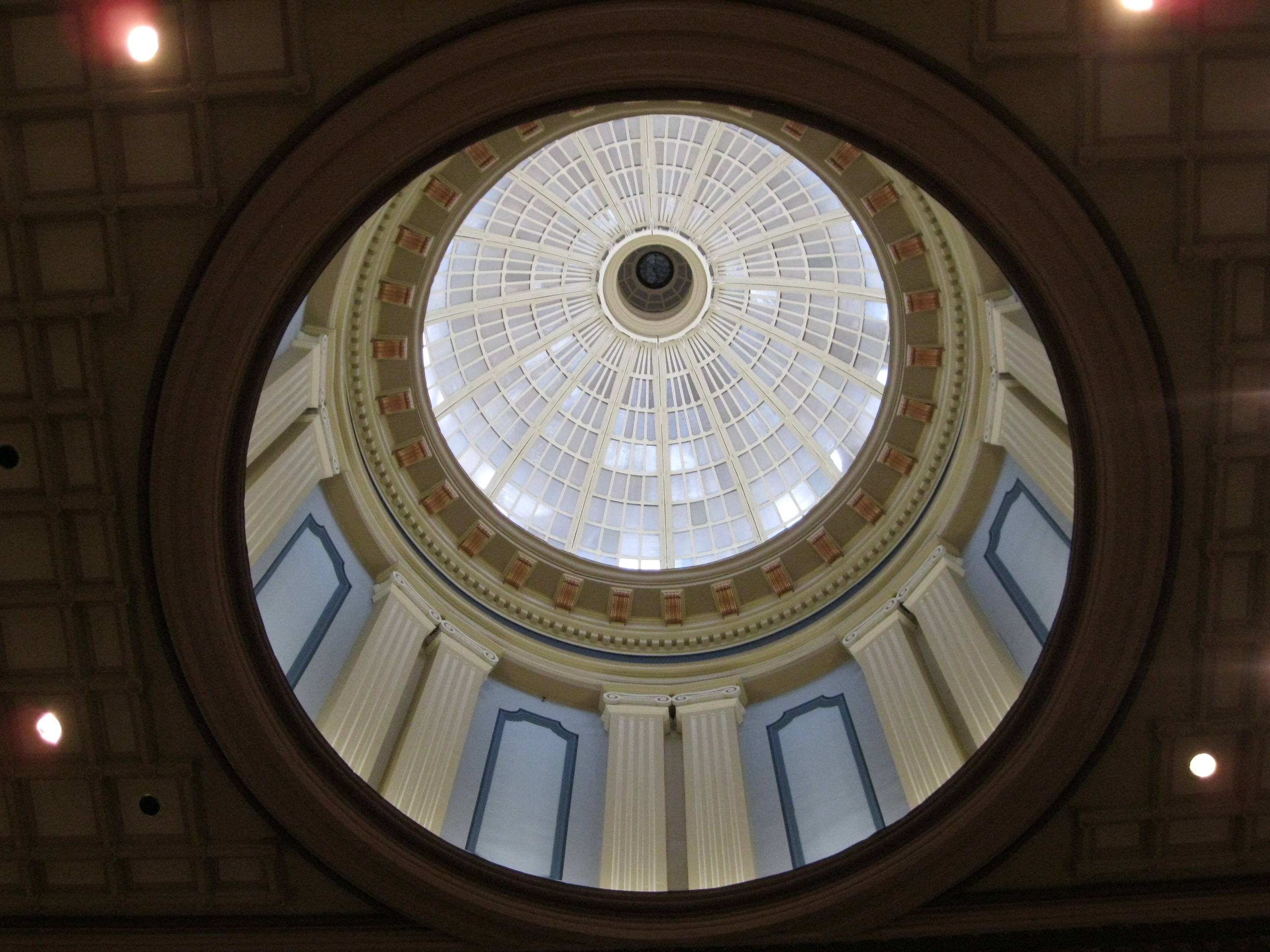
Vista del interior de la cúpula dentro del vestíbulo principal

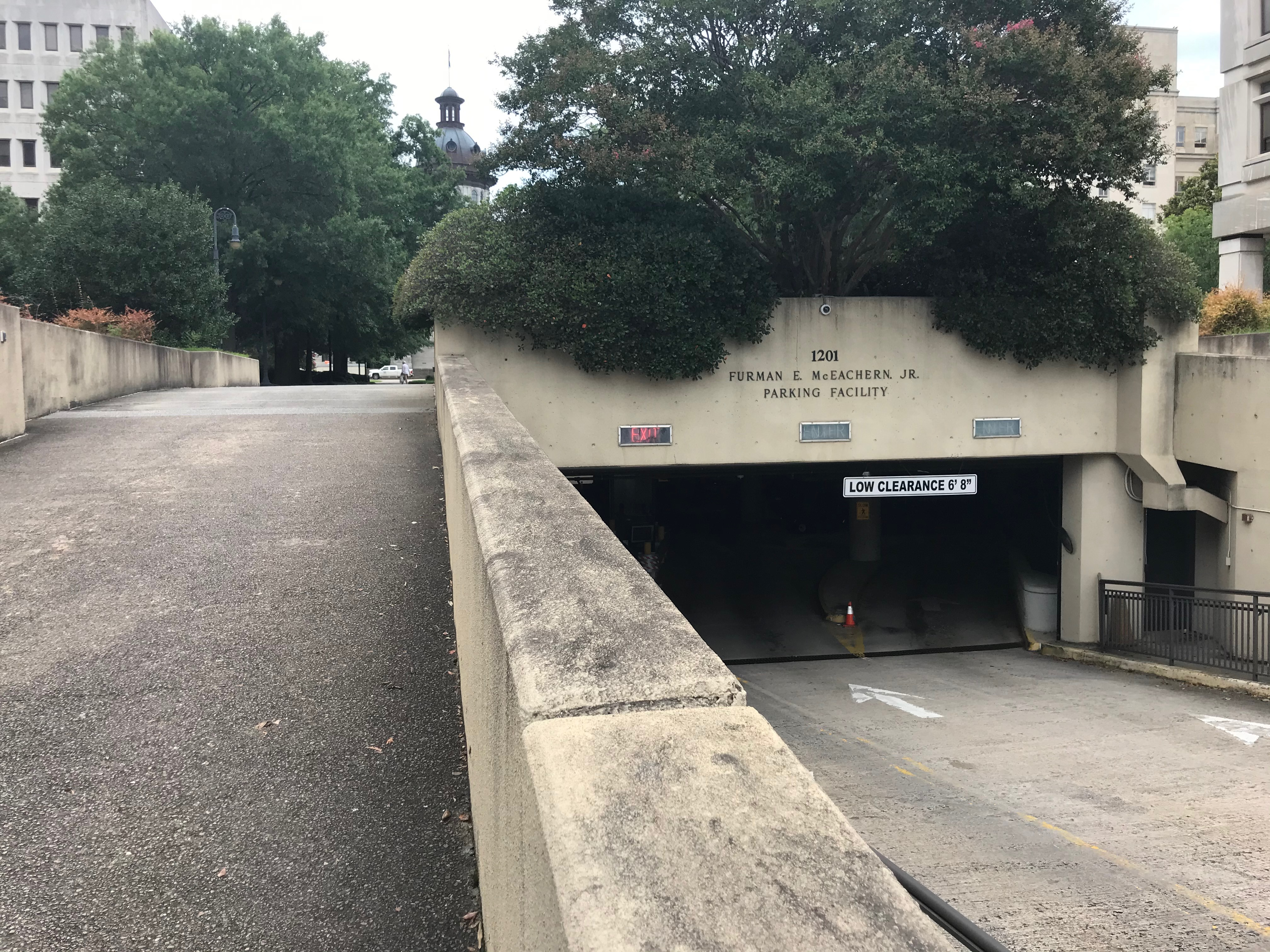
Instalaciones subterráneas de la Casa del Estado

La Casa del Estado de Carolina del Sur fue diseñada en primer lugar por el arquitecto P. H. Hammarskold. La construcción comenzó en 1851, pero el arquitecto fue destituido por fraude e incumplimiento de sus obligaciones. Poco después, la edificación fue desmantelada en gran parte debido a materiales y mano de obra defectuosos. John Niernsee rediseñó el edificio y las obras comenzaron en 1855, se ralentizaron durante la Guerra Civil, y se suspendieron en 1865 cuando el Ejército de los Estados Unidos del general William Tecumseh Sherman entró en Columbia el 17 de febrero. El edificio del capitolio, aún en construcción, fue dañado por los proyectiles de artillería y fue incendiado por las tropas de Sherman.
La pobreza de la época de la Reconstrucción de los Estados Unidos frenó el avance de las obras. La edificación principal se completó finalmente en 1875. De 1888 a 1891, el hijo de Niernsee, Frank McHenry Niernsee, ejerció de arquitecto y se completó gran parte del trabajo interior. En 1900 Frank Pierce Milburn comenzó como arquitecto, pero fue sustituido en 1905 por Charles Coker Wilson, que finalmente terminó el exterior en 1907. En 1959 y 1998 se realizaron renovaciones adicionales.
La Casa del Estado fue designada National Historic Landmark en 1976 por su importancia en la Era de la Reconstrucción posterior a la Guerra Civil.

## Parcela

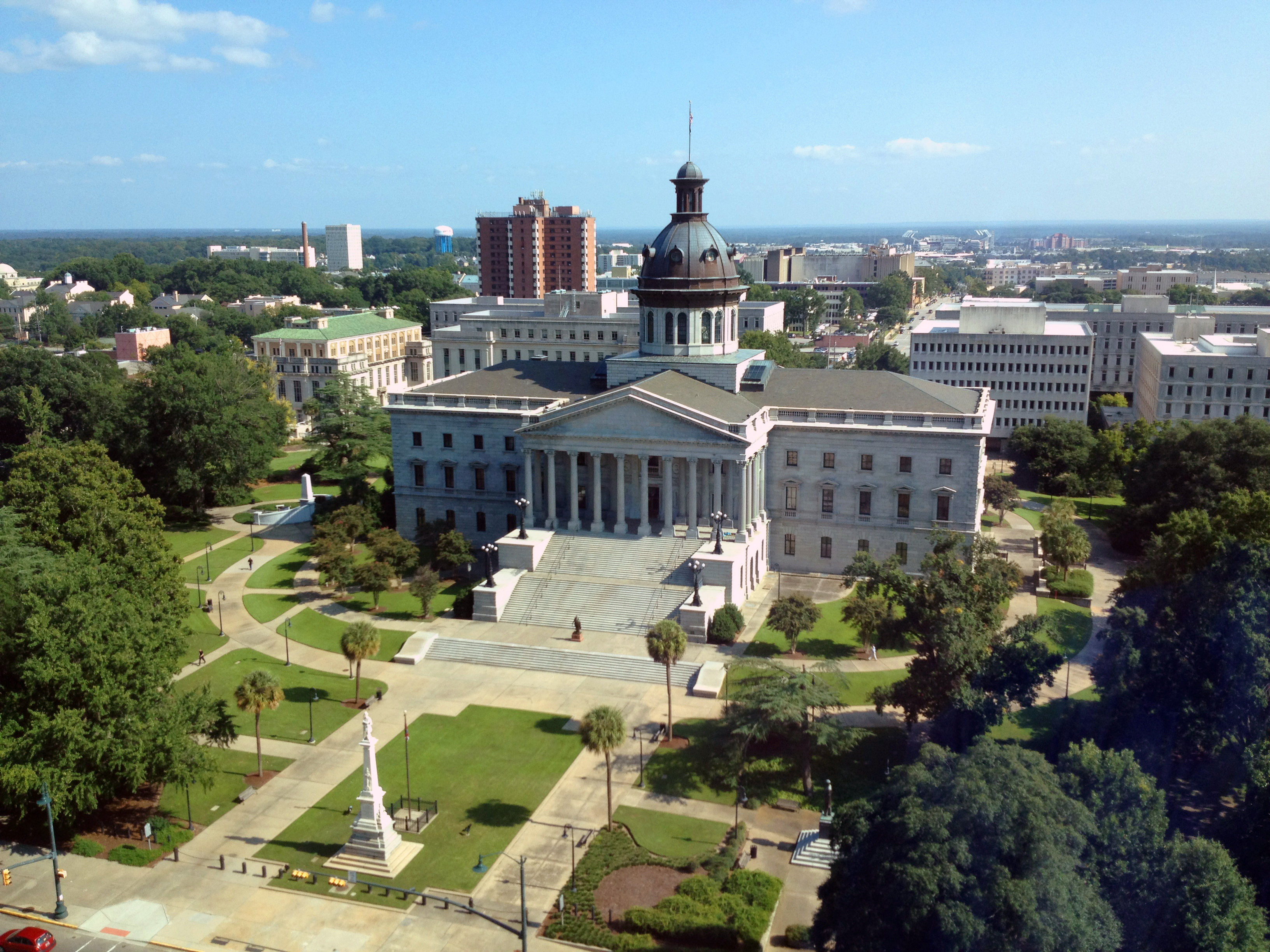
Casa del Estado de Carolina del Sur desde el piso 15 de la Torre Principal y Gervais

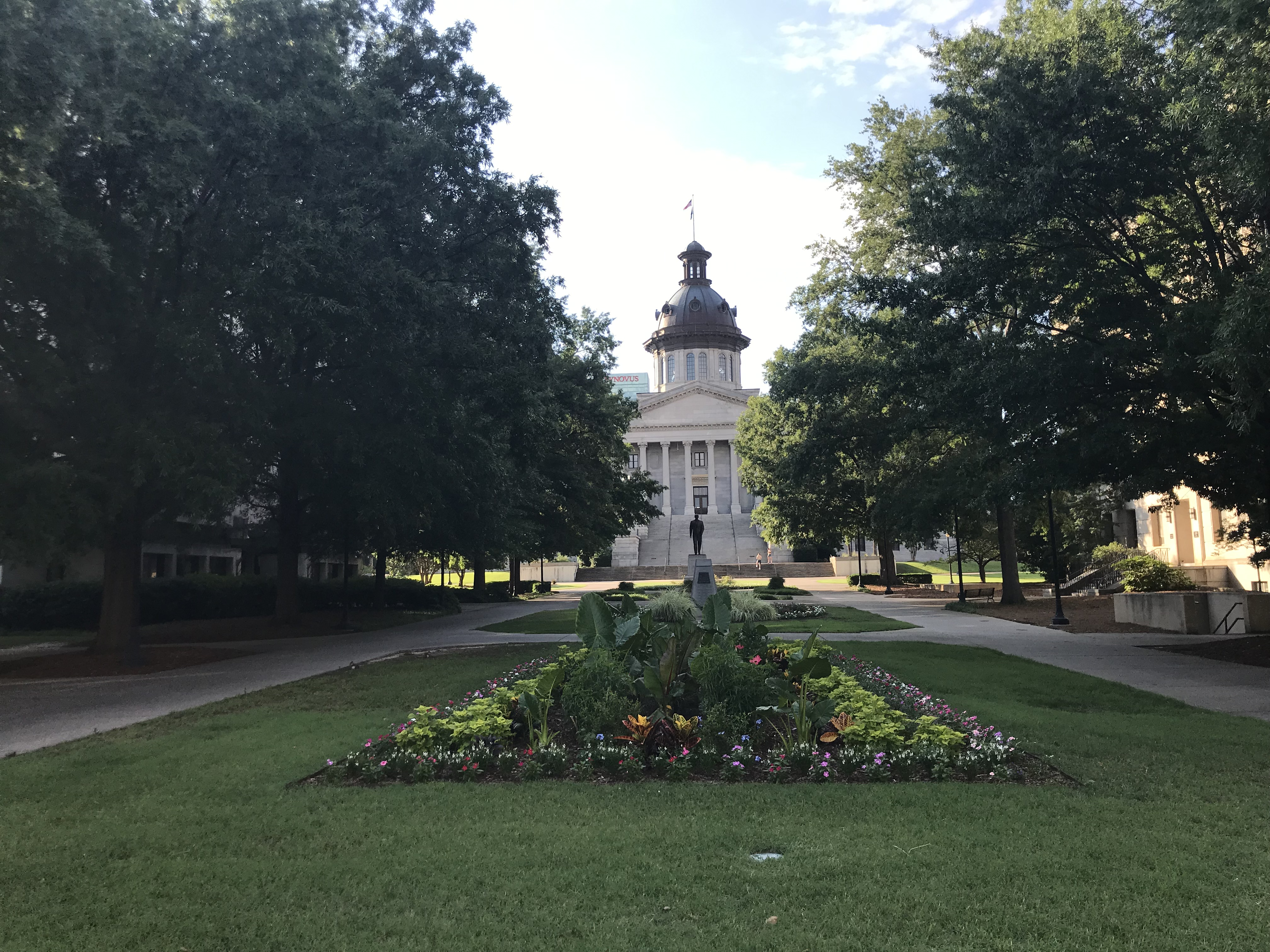
Los terrenos de la Casa del Estado del sur

Los terrenos del edificio albergan varios monumentos. En el lado norte, que conduce a la entrada principal, se encuentra el Monumento a la Confederación, que incluía un asta que enarbolaba una versión tradicional de la bandera de batalla confederada hasta que fue retirada en 2015 por la Ley del Estado. El monumento se estableció después de una controversia durante las primarias presidenciales del 2000 del estado sobre la bandera confederada que ondea sobre la cúpula de la Casa del Estado. La bandera se colocó originalmente sobre la cúpula en 1962 por una resolución concurrente de la legislatura estatal durante la conmemoración del centenario de la Guerra Civil. La resolución no designó un momento para su retirada. La bandera fue trasladada cerca del monumento el 1 de julio de 2000, tras la aprobación de la Ley de Patrimonio de Carolina del Sur de 2000. Luego fue retirada del recinto el 10 de julio de 2015, por orden de la gobernadora republicana Nikki Haley, y entregado a la Sala de Reliquias Confederadas y Museo Militar de Carolina del Sur.
En el lado este se encuentra el African-American History monumento, autorizado por la Ley 457 de la Asamblea General e inaugurado el 26 de marzo de 2001.

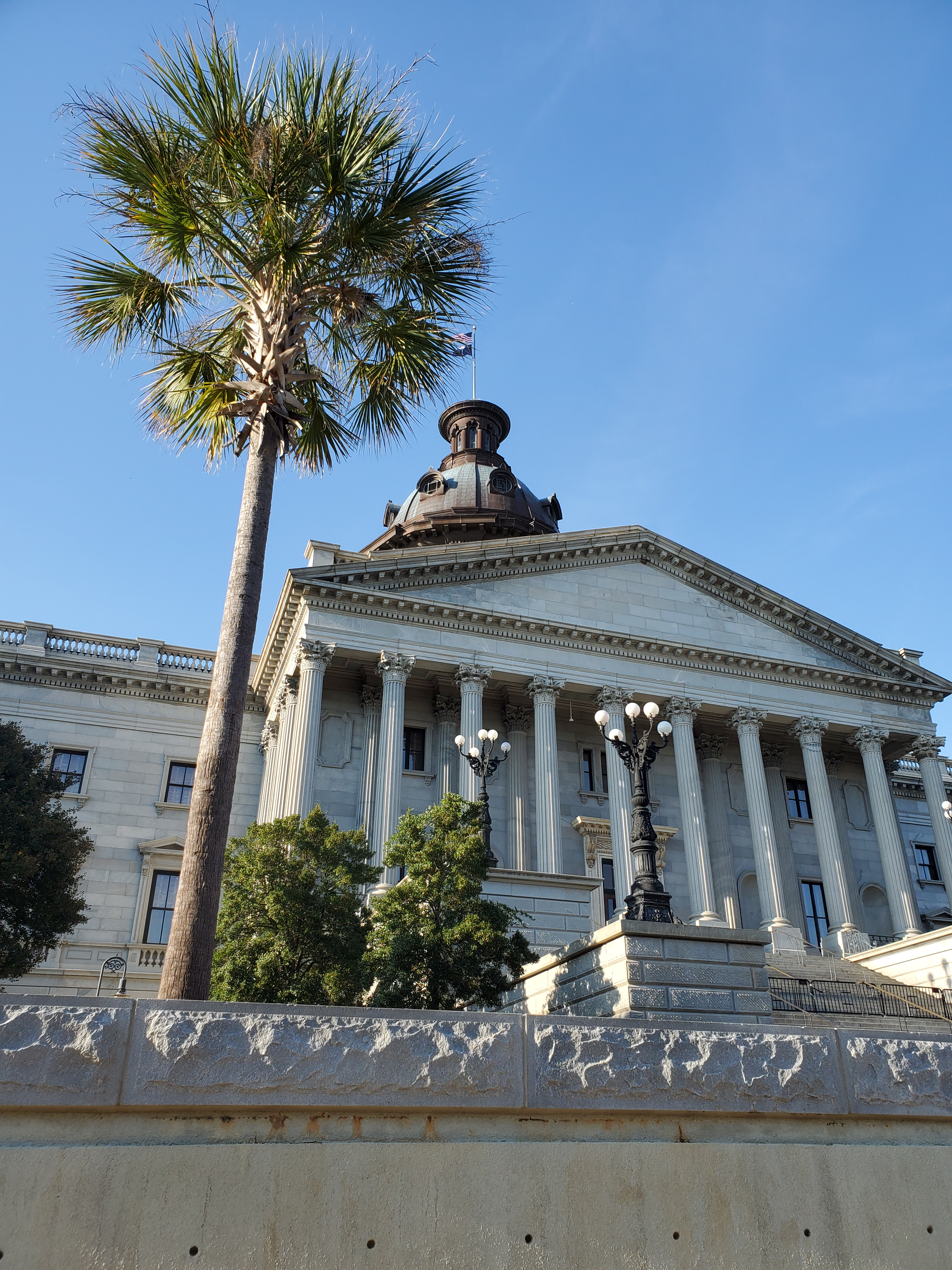
La Casa del Estado vista desde el sur

Los terrenos también incluyen los siguientes monumentos:
- Estatua de Washington en el Capitolio del Estado de Virginia.
- Presidente George Washington: réplica de bronce fundida en 1857, adquirida por Carolina del Sur en 1857; réplica de la obra de Jean-Antoine Houdon[18]
- Generales de la Guerra de la Revolución (dedicado en 1913): monumento esculpido por Frederic W. Ruckstull y encargado por el capítulo de Carolina del Sur de las Hijas de la Revolución Americana; honra a Andrew Pickens, Thomas Sumter y Francis Marion.[19]
- Regimiento Palmetto - la Legislatura se apropia de los fondos para este monumento, creado por Christopher Werner, en 1856; es un palmetto de hierro fundido y cobre.[20]
- Wade Hampton III - esta estatua ecuestre de bronce de 16 pies de Hampton, general confederado y posteriormente gobernador de Carolina del Sur y senador de los Estados Unidos, fue inaugurada en noviembre de 1906. Fue modelada por Frederick Ruckstull.[21]
- Monumento a los soldados de Carolina del Sur - En 1879 se erigió un monumento confederado,[22] y fue inaugurado ante una multitud de 15.000 personas.[23] El monumento fue destruido en gran parte por un rayo en 1882, pero fue reemplazado por el estado dos años después.[23]
- Monumento a las mujeres confederadas de Carolina del Sur: un monumento confederado de bronce, obra de Frederic W. Ruckstull, erigido en 1912.[22]
- James F. Byrnes - un monumento a este político de Carolina del Sur de larga data fue erigido en 1972 tras un esfuerzo de recaudación de fondos privados.[24]
- Strom Thurmond - a finales de la década de 1990, el estado erigió este estatuto en honor del antiguo gobernador de Carolina del Sur, senador de los Estados Unidos y candidato dixiecrata a la presidencia. La inscripción original de los nombres de los hijos de Thurmond se modificó posteriormente para incluir el nombre de Essie Mae Washington-Williams, hija de Thurmond y de una criada afroamericana.[25]
- Benjamin Tillman (dedicado en 1940) - Senador de los Estados Unidos; este monumento es controvertido debido al virulento racismo de Tillman, su apoyo a Jim Crow y su defensa de aterrorizar a los negros que intentaron votar durante la Reconstrucción.[26] En 2017, los manifestantes pidieron su retirada.[27]
- Dr. J. Marion Sims - Este monumento a Sims, médico de Carolina del Sur y pionero en ginecología, se encuentra en los terrenos de la Casa del Estado, cerca de la intersección de las calles Assembly y Gervais. Este monumento es controvertido porque Sims se dedicó a la experimentación quirúrgica en mujeres esclavizadas sin anestesia.[28][29]
- Memorial de aplicación de la ley - erigido en 2005, este monumento honra a los agentes de la ley de Carolina del Sur muertos mientras estaban en servicio.[30]

El capitán Swanson Lunsford (fallecido en 1799), un oficial de la guerra de Independencia de los Estados Unidos nacido en Virginia que en su día fue propietario de unos terrenos que ahora forman parte de la Casa del Estado, está enterrado en los terrenos de la Casa del Estado, junto con un marcador erigido por sus descendientes en 1953.

## Galería del recinto de la Casa del Estado

Imágenes de los terrenos del Statehouse
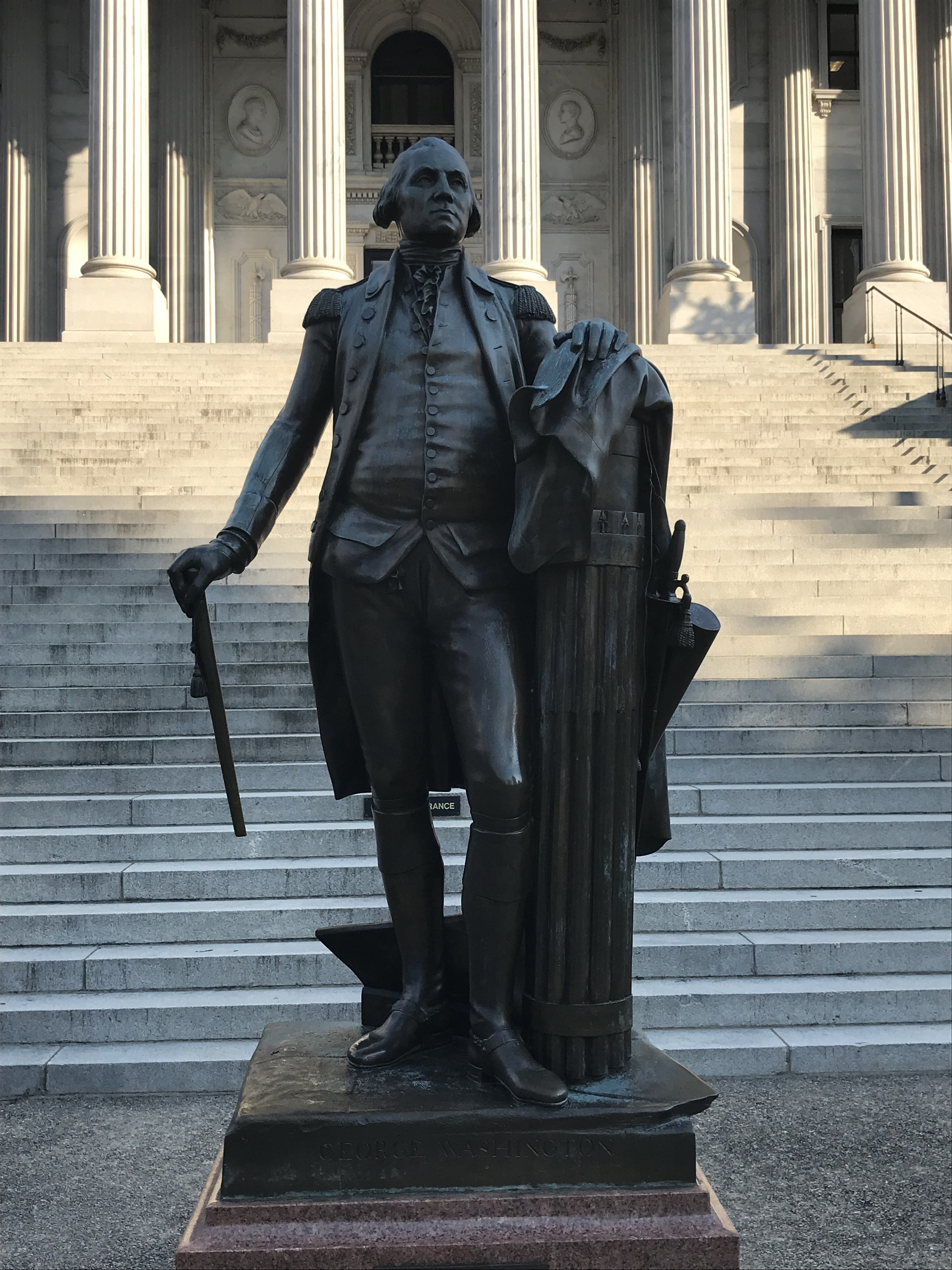
La placa bajo la estatua de Washington dice: «Durante la ocupación de Columbia por el ejército de   Sherman del 17 al 19 de febrero de 1865, los soldados golpearon esta estatua con ladrillos y rompieron la parte inferior del bastón».
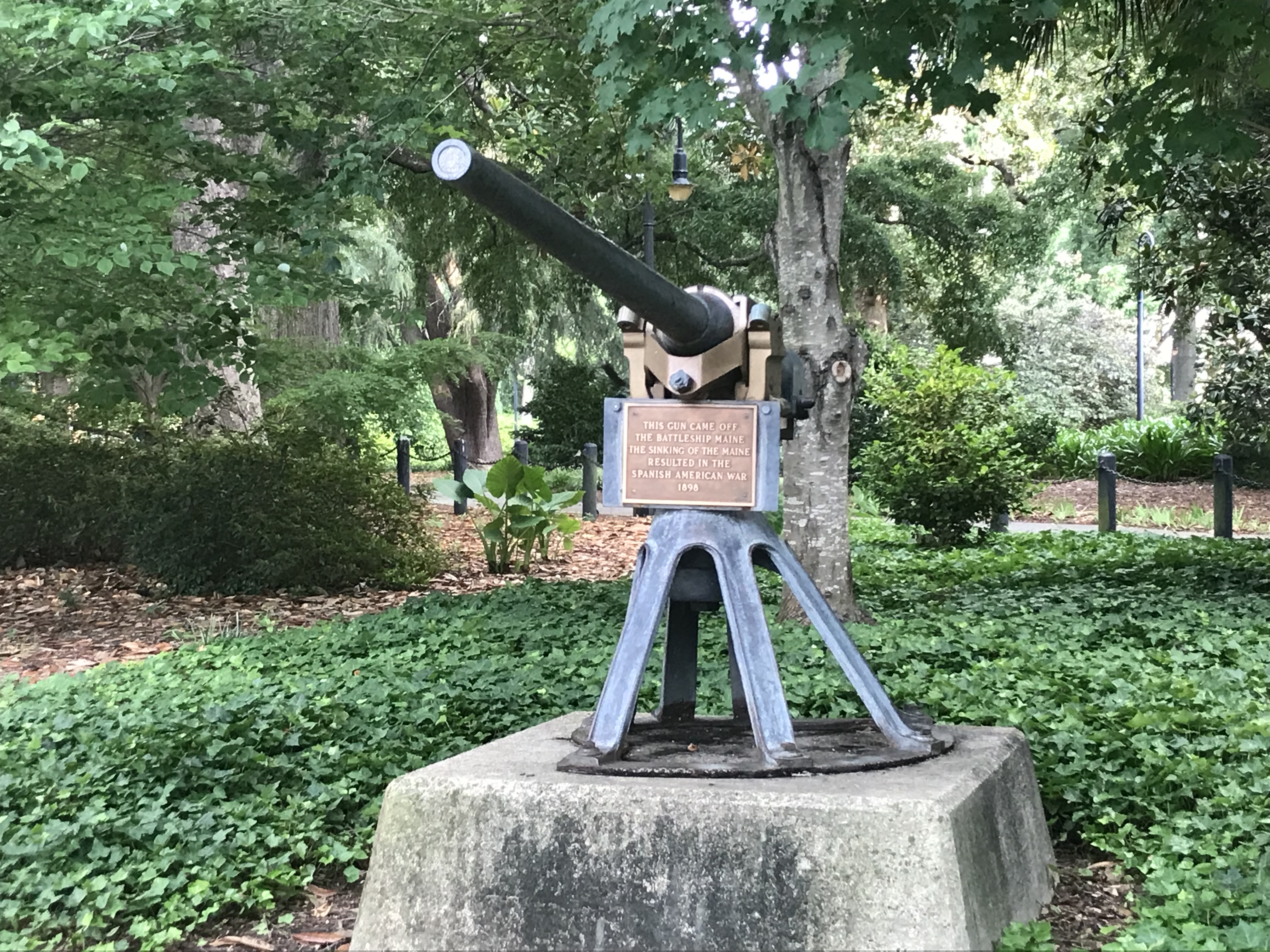
Un cañón que se hundió con el U.S.S. Maine al comienzo de la Guerra Española-Americana
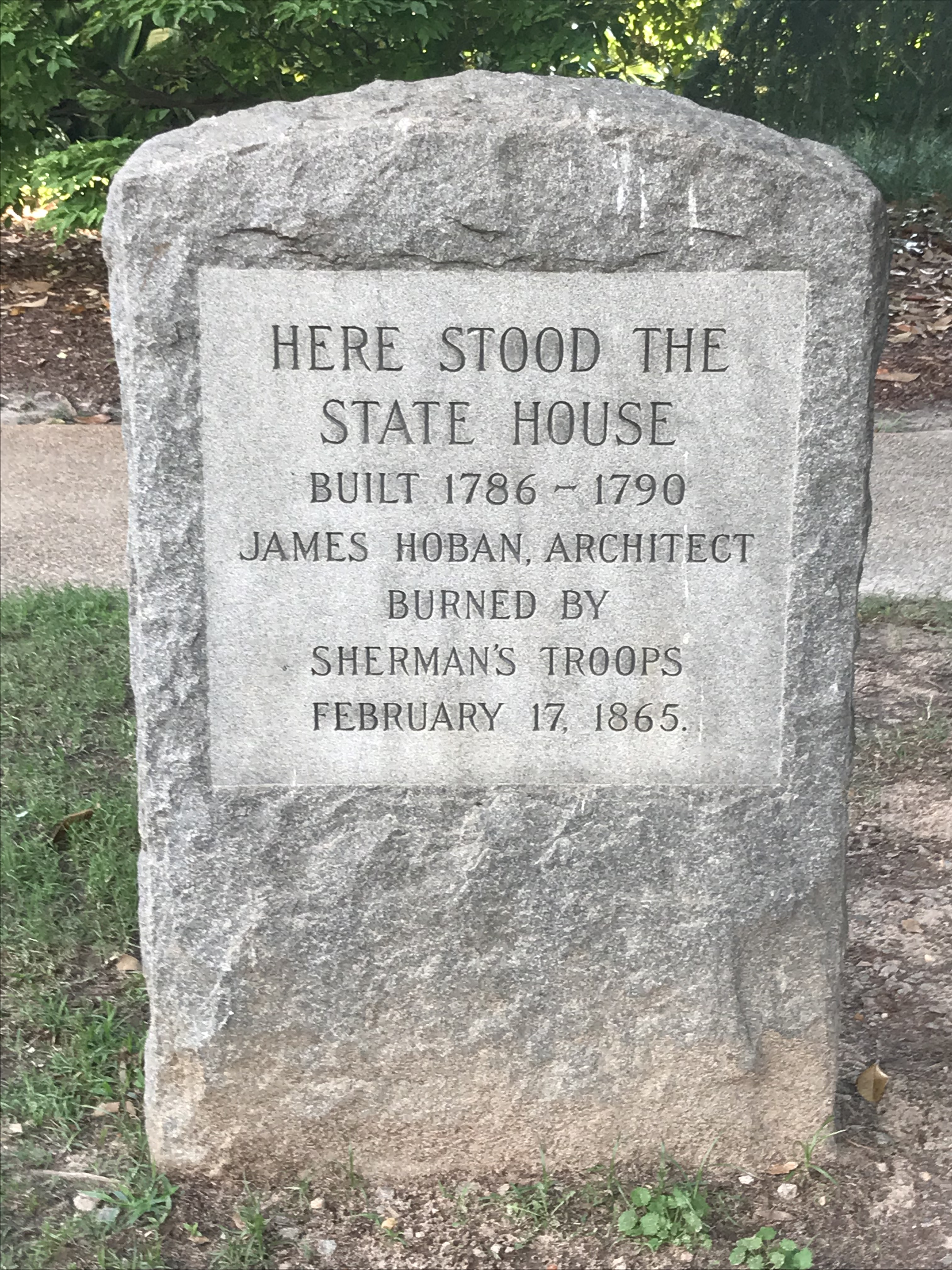
Un marcador de donde se encontraba la antigua casa del estado antes de ser quemada por las tropas de Sherman durante la Guerra Civil.
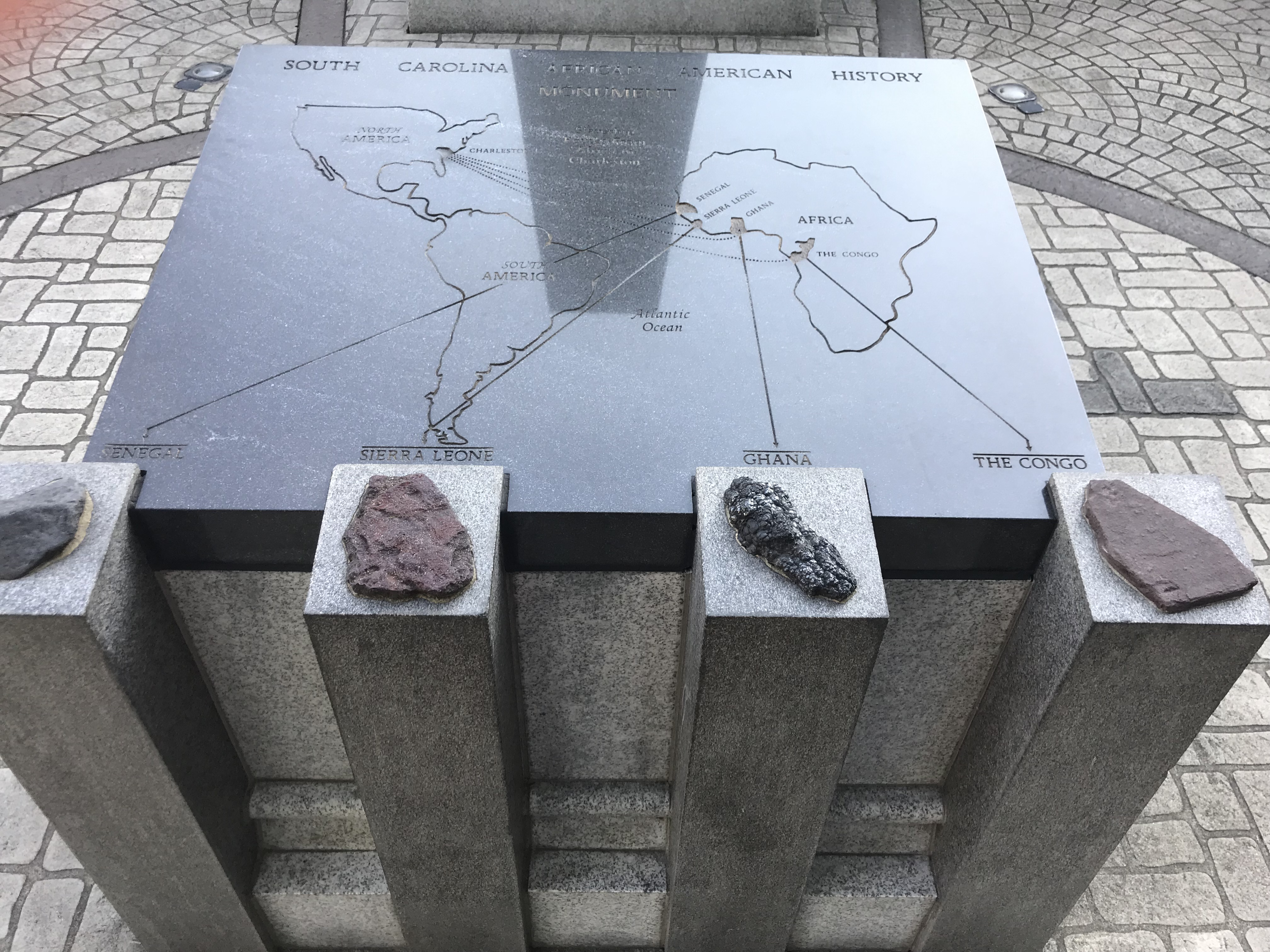
Una representación de la trata de esclavos a Charleston, SC.
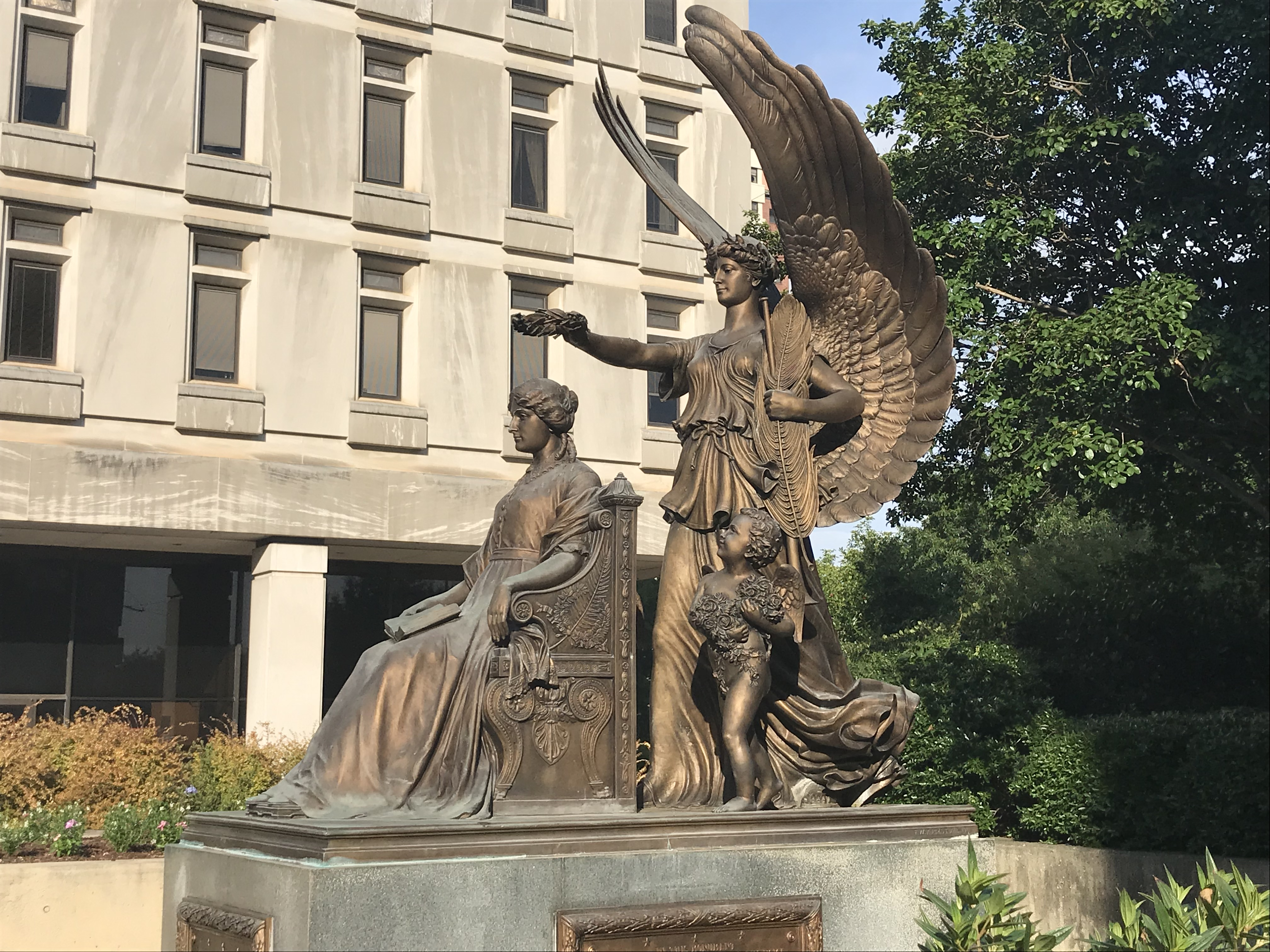
Una estatua de Strom Thurmond